# Brug 1033
Brug 1033 is een bouwkundig bouwwerk in Amsterdam-Zuidoost.
De brug is een van de vele kunstwerken die nodig waren om van de Karspeldreef een doorgaande hoofdverkeersroute dwars door Zuidoost heen te maken, waarbij ze oorspronkelijk geen gelijkvloerse kruisingen had. De dreef ligt dan ook grotendeels op een dijklichaam (op het oostelijk eind/begin na). Ze voert in de hoedanigheid van viaducten over allerlei voet- en fietspaden heen. Brug 1033 is in dat opzicht een uitzondering; ze voert de Karspeldreef over water (en naastliggend voetpad), een ringwater rond de K-buurt nabij Kortvoort. Aan de overzijde ligt het wijkje Gooise Kant waarna de Gooiseweg en het Nelson Mandelapark volgen.
Brug 1033 ligt nog geen 150 meter ten westen van de Kelbergenbrug (brug 1032) en 325 meter ten oosten van brug 1034 om aan te geven, dat ze onderdeel waren van één planning. Deze planning werd alleen in de war gegooid door de later verlenging van Gooiseweg die de Karspeldreef tussen 1033 en 1034 kruist met Karspeldreefbrug (brug 1062).
De brug werd in de jaren 1967-1968 gebouwd naar een ontwerp van Dirk Sterenberg van de Dienst der Publieke Werken. Ze maakt deel uit van een serie bruggen die hij ontwierp voor Amsterdam-Zuidoost. Ze hebben een aantal herkenningspunten zoals de ronde stootranden, maar hier ook de brugpijlers in de vorm van een veelhoek. Ook het voor dit type brug/viaduct ontworpen elektriciteitskastje ontbreekt niet. Een bijzondere vorm heeft ook de brugpijler annex drager van lantaarn.
Alle bruggen in de reeks 1030-1039 kregen in 2018 een naam, behalve deze en brug 1031 (Groesbeekdreef nabij Gooioord) die al gesloopt was.

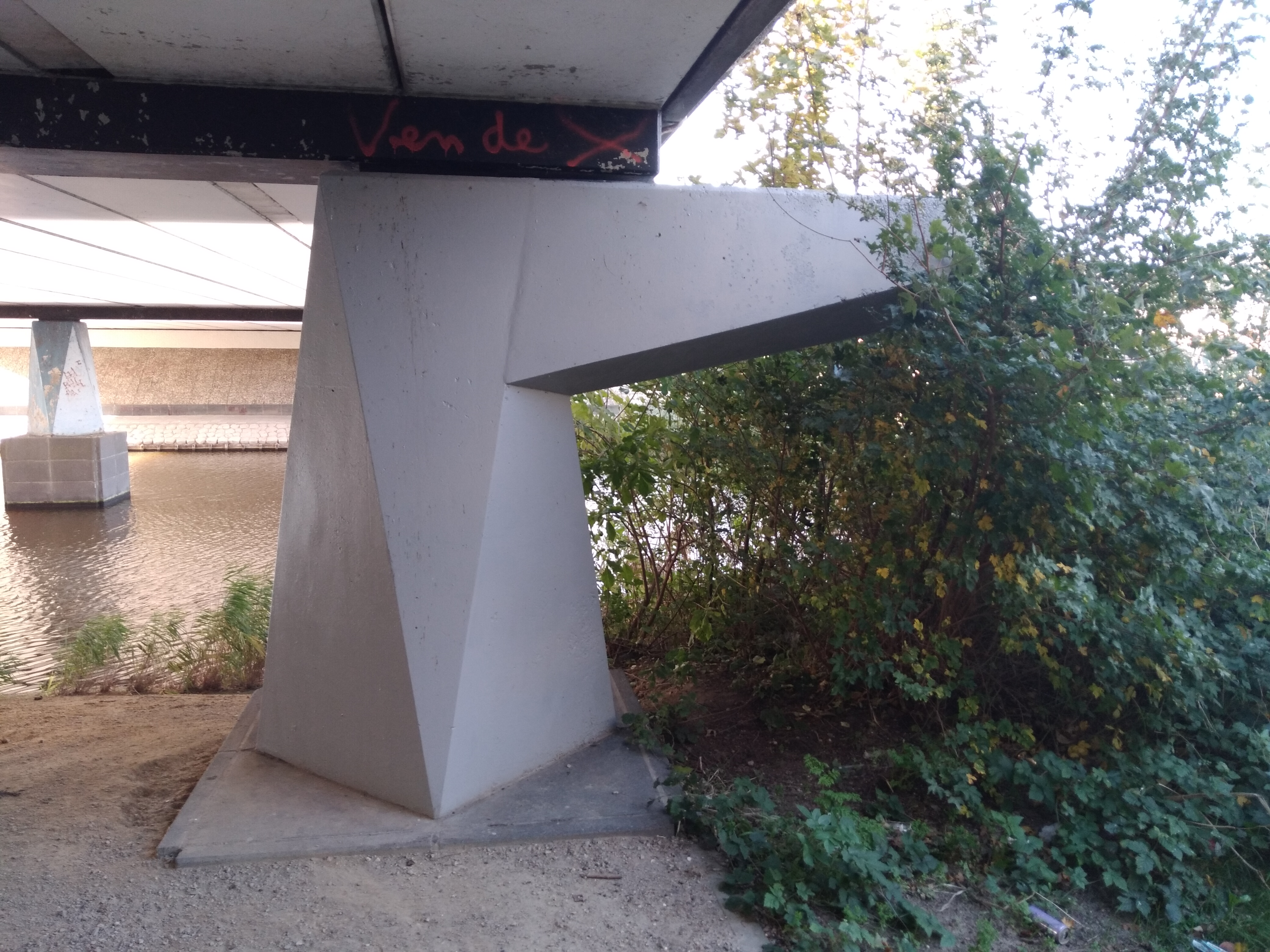
Sculptuurachtige brugpijler van brug 1033 (oktober 2021)

<<< · 1000 · 1001 · 1002 · 1003 · 1004 · 1005 · 1006 · 1007 · 1008 · 1009 · 1010 · 1011 · 1012 · 1013 · 1014 · 1018 · 1028 · 1029 · 1030 · 1032 · 1033 · 1034 · 1035 · 1036 · 1037 · 1038 · 1039 · 1040 · 1041 · 1044 · 1045 · 1046 · 1048 · 1049 · 1050 · 1051 · 1062 · 1063 · 1064 · 1065 · 1066 · 1067 · 1076 · 1077 · 1078 · 1083 · 1090 · 1092 · 1093 · 1094 · 1095 · 1096 · 1097 · 1098 · 1099 · >>>
Brugnummers  1015, 1016, 1017, 1019, 1020, 1021, 1022, 1023, 1024, 1025, 1026, 1027, 1031, 1042, 1043, 1047, 1052/1053 (niet gebouwd), 1054, 1055, 1056, 1057, 1058, 1059, 1060, 1061, 1068, 1069-1075, 1079, 1080, 1081, 1082, 1084-1088, 1089 en 1091 (onbekend) zijn niet meer vergeven. De meesten daarvan zijn gesloopt in verband met sanering Zuidoost. Alle bruggen lagen en liggen in Zuidoost behalve bruggen 1000 en 1002.